# Mieke Jaapies
Marie („Mieke”) Jaapies (ur. 7 sierpnia 1943 w Wormerveer) – holenderska kajakarka. Srebrna medalistka olimpijska z Monachium.
Brała udział w dwóch igrzyskach (IO 68, IO 72). W 1972 zajęła drugie miejsce w jedynce na dystansie 500 metrów – wyprzedziła ją jedynie Julija Riabczynska. W 1970 i 1971 w tej samej konkurencji zajmowała drugie miejsce na mistrzostwach świata.